# BBC World News
BBC World News (do 20 kwietnia 2008 BBC World) – brytyjski telewizyjny kanał informacyjno-publicystyczny, nadawany przez BBC i adresowany do publiczności poza Wielką Brytanią.

## Historia i charakterystyka

Dawne logo BBC World News (2008-2019)

Dawne logo BBC World Service (2019-2022)

Kanał powstał w 1995 w wyniku podziału dotychczasowej stacji BBC World Service Television na dwa kanały: informacyjny oraz rozrywkowy (BBC Prime). Przez pierwsze trzynaście lat działalności nosił nazwę BBC World, w 2008 została ona zmieniona na obecną. Do stycznia 2013 jego siedzibą było BBC Television Centre, następnie w ramach procesu scalania wszystkich redakcji informacyjnych BBC został przeniesiony do nowej części Broadcasting House. Oprócz głównej siedziby w Londynie kanał posiada również pomocnicze ośrodki w Waszyngtonie i Singapurze. 
Od strony produkcyjnej BBC World News jest ściśle zintegrowane z BBC World Service oraz częścią BBC przygotowującą wiadomości na rynek brytyjski. Wszystkie te media działają w oparciu o centralny newsroom w Londynie, posiadają również wspólną sieć korespondentów, zaś część prezenterów występuje naprzemiennie na różnych antenach. World News posiada jednak odrębne finansowanie, pochodzące wyłącznie ze źródeł komercyjnych - reklam oraz opłat od operatorów kablowych i platform satelitarnych. W przeciwieństwie do większości komercyjnych stacji BBC, World News nie stanowi części BBC Worldwide, lecz jest zarządzane przez odrębną spółkę pod nazwą BBC Global News Ltd.

## Zasięg i dostępność
Według danych nadawcy, kanał jest dostępny w 295 milionach gospodarstw domowych, w ponad 1,7 mln pokoi hotelowych, na 81 statkach wycieczkowych, w 35 sieciach telefonii komórkowej oraz w samolotach 46 przewoźników. Łączna liczba widzów mających kontakt z kanałem w ciągu jednego tygodnia wynosi średnio 74 mln osób, co czyni go zdecydowanie największą anteną telewizyjną BBC pod względem zasięgu.
W Polsce kanał dostępny jest w Platforma Canal+, Polsacie Box, sieciach kablowych, usłudze telewizyjnej sieci Orange oraz przez stronę internetową Livestation. Dostępny jest także przekaz z satelitów Astra i HotBird, które są niekodowane.

Kanał jest rozszczepiany na sześć wersji regionalnych oraz wersję globalną, które nieznacznie różnią się ramówką, za to mogą nadawać odrębne reklamy. Każda z wersji transmitowana jest przez kilka lub kilkanaście satelitów.

## Współpraca z TVN
BBC World News kupił od Grupy TVN prawa do emisji dwóch produkcji dokumentalnych: Niepokorny i Fabryka wolności. Niepokorny opowiada historię księdza Tadeusza Isakowicza-Zaleskiego, autor książki „Księża wobec bezpieki”. Fabryka wolności to opowieść o grupie outsiderów z wyboru, mieszkających w ruinach opuszczonej fabryki. W 2011 roku TVN i TVN24 we współpracy z BBC nakręciły film Ewy Ewart W milczeniu / Tragedy in Smolensk. Film powstał w wersji polskiej i angielskiej.